# 長嘴鼠屬
長嘴鼠屬（Diomys），哺乳綱、囓齒目、鼠科的一屬，而與長嘴鼠屬（長嘴鼠）同科的動物尚有琉球鼠屬（琉球鼠）、西裏伯斯剛毛鼠屬（西裏伯斯剛毛鼠）、束鼠屬（束鼠）、西非鼠屬（西非鼠）等之數種哺乳動物。

## 下属物种
本属包括以下物种：
- 長嘴鼠 Diomys crumpi Thomas, 1917